# Gabriel Neves
Gabriel Neves Perdomo (Maldonado, Uruguay; 11 de agosto de 1997) es un futbolista uruguayo. Juega como mediocampista y su equipo actual es Estudiantes de La Plata de la Primera División de Argentina.

## Trayectoria

### Club Nacional de Football
Neves hizo las infantiles en su ciudad natal en el Club Deportivo Maldonado. Sin embargo, se formó y realizó su trayectoria formativa en el Club Nacional de Football desde 2013, disputando 113 encuentros en total, siendo un jugador muy destacado en las divisiones juveniles.
Su debut oficial en primera división se dio el 3 de febrero de 2018, en un encuentro frente a Torque por la primera fecha del Torneo Apertura 2018, donde fue titular, siendo sustituido en el minuto 86 por Matías Zunino. Dicho partido finalizó con victoria del tricolor por 4 a 2.
El 24 de marzo de 2019, enfrentando a Plaza Colonia en el Gran Parque Central, Neves convierte su primer gol oficial en primera división a los 60 minutos de juego. El partido fue válido por la sexta fecha del Torneo Apertura 2019, el cual terminó con victoria alba por 3 a 0. El 6 de abril de 2019 llegaría su segundo tanto oficial, anotando el primer gol de la victoria 6 a 0 de Nacional sobre River Plate.

### São Paulo Futebol Clube
Fue anunciado como refuerzo a préstamo para el São Paulo hasta el 31 de diciembre de 2022, con opción de renovación hasta el 31 de diciembre de 2025. El valor del préstamo fue de 300 mil dólares y en caso de que el club desee firmar un contrato definitivo con Neves, debería pagar 1,7 millones de dólares. Neves heredó la camiseta número 15, anteriormente usada por el ídolo del club Hernanes.
Hizo su debut en el club el 12 de septiembre, en la derrota por 2 a 1 ante Fluminense, en la vigésima jornada del Campeonato Brasileño. Su debut como titular fue el 14 de noviembre, en una derrota del Tricolor ante Flamengo con un marcador abultado de 4 a 0, en el estadio Morumbi.

### Club Atlético Independiente
A mediados de enero de 2024, es presentado como nuevo refuerzo del  Club Atlético Independiente. Llega a préstamo por un año y con opción de compra desde São Paulo. Sin embargo, en julio de 2024, a raíz de la poca participación en el primer equipo, rescinde su contrato y se produce su traspaso a Estudiantes de La Plata.

### Club Estudiantes de La Plata
Luego de rescindir su contrato con Independiente, se confirma su llegada a Estudiantes de La Plata. Neves llegó luego de que Estudiantes le comprara el 60% de su ficha al São Paulo en una suma cercana a los 800 mil dólares, firmando un contrato de 3 años y medio hasta diciembre de 2027.
El 21 de diciembre de 2024 ingresó desde el banco de suplentes al equipo que obtuvo el Trofeo de Campeones de la Liga Profesional 2024, en el triunfo de Estudiantes de La Plata ante Vélez Sarsfield por 3-0 en el Estadio Único Madre de Ciudades de Santiago del Estero.

## Selección nacional
Su buen desempeño en las formativas albas le valió la citación a la selección uruguaya sub-20 bajo la dirección de Fabián Coito. Su debut en dicha categoría se concretó el 16 de agosto de 2016, enfrentando a la selección gaúcha, partido que resultó con victoria uruguaya por 5 a 2.
En noviembre de 2020, ante la lesión de Federico Valverde, Gabriel es citado por Óscar W. Tabárez para suplir dicha baja para los encuentros por las eliminatorias rumbo al mundial de Catar 2022, frente a Colombia y Brasil, siendo esta su primera citación a la selección absoluta uruguaya.

## Estadísticas

### Clubes
Actualizado hasta su último partido disputado el 8 de julio de 2025.
| Club                              | Div.          | Temporada     | Liga  | Liga  | Liga   | Copas nacionales | Copas nacionales | Copas nacionales | Copas internacionales | Copas internacionales | Copas internacionales | Total | Total | Total  |
| Club                              | Div.          | Temporada     | Part. | Goles | Asist. | Part.            | Goles            | Asist.           | Part.                 | Goles                 | Asist.                | Part. | Goles | Asist. |
| --------------------------------- | ------------- | ------------- | ----- | ----- | ------ | ---------------- | ---------------- | ---------------- | --------------------- | --------------------- | --------------------- | ----- | ----- | ------ |
| Nacional · Uruguay                | 1.ª           | 2018          | 7     | 0     | 1      | —                | —                | —                | 1                     | 0                     | 0                     | 8     | 0     | 1      |
| Nacional · Uruguay                | 1.ª           | 2019          | 25    | 2     | 2      | 1                | 0                | 0                | 6                     | 0                     | 0                     | 32    | 2     | 2      |
| Nacional · Uruguay                | 1.ª           | 2020          | 28    | 2     | 6      | —                | —                | —                | 6                     | 0                     | 3                     | 34    | 2     | 9      |
| Nacional · Uruguay                | 1.ª           | 2021          | 13    | 0     | 1      | —                | —                | —                | 4                     | 0                     | 0                     | 17    | 0     | 1      |
| Nacional · Uruguay                | Total club    | Total club    | 73    | 4     | 10     | 1                | 0                | 0                | 17                    | 0                     | 3                     | 91    | 4     | 13     |
| São Paulo · Brasil                | 1.ª           | 2021          | 11    | 0     | 0      | —                | —                | —                | —                     | —                     | —                     | 11    | 0     | 0      |
| São Paulo · Brasil                | 1.ª           | 2022          | 10    | 0     | 0      | 9                | 0                | 0                | 9                     | 0                     | 0                     | 28    | 0     | 0      |
| São Paulo · Brasil                | 1.ª           | 2023          | 20    | 1     | 0      | 10               | 0                | 0                | 6                     | 0                     | 0                     | 36    | 1     | 0      |
| São Paulo · Brasil                | Total club    | Total club    | 41    | 1     | 0      | 19               | 0                | 0                | 15                    | 0                     | 0                     | 75    | 1     | 0      |
| Independiente Argentina           | 1.ª           | 2024          | 4     | 0     | 0      | 12               | 1                | 0                | —                     | —                     | —                     | 16    | 1     | 0      |
| Independiente Argentina           | Total club    | Total club    | 4     | 0     | 0      | 12               | 1                | 0                | 0                     | 0                     | 0                     | 16    | 1     | 0      |
| Estudiantes de La Plata Argentina | 1.ª           | 2024          | 15    | 0     | 0      | 1                | 0                | 0                | —                     | —                     | —                     | 16    | 0     | 0      |
| Estudiantes de La Plata Argentina | 1.ª           | 2025          | 15    | 2     | 1      | 3                | 0                | 0                | 5                     | 0                     | 1                     | 23    | 2     | 2      |
| Estudiantes de La Plata Argentina | Total club    | Total club    | 30    | 2     | 1      | 4                | 0                | 0                | 5                     | 0                     | 1                     | 39    | 2     | 2      |
| Total carrera                     | Total carrera | Total carrera | 148   | 7     | 11     | 36               | 1                | 0                | 37                    | 0                     | 4                     | 221   | 8     | 15     |
| 1. 2.                             |               |               |       |       |        |                  |                  |                  |                       |                       |                       |       |       |        |

## Palmarés

### Títulos nacionales
| Título              | Club                    | País      | Año  |
| ------------------- | ----------------------- | --------- | ---- |
| Torneo Apertura     | Nacional                | Uruguay   | 2018 |
| Torneo Intermedio   | Nacional                | Uruguay   | 2018 |
| Supercopa Uruguaya  | Nacional                | Uruguay   | 2019 |
| Torneo Clausura     | Nacional                | Uruguay   | 2019 |
| Campeonato Uruguayo | Nacional                | Uruguay   | 2019 |
| Torneo Intermedio   | Nacional                | Uruguay   | 2020 |
| Campeonato Uruguayo | Nacional                | Uruguay   | 2020 |
| Supercopa Uruguaya  | Nacional                | Uruguay   | 2021 |
| Copa de Brasil      | São Paulo               | Brasil    | 2023 |
| Trofeo de Campeones | Estudiantes de La Plata | Argentina | 2024 |